# 伊藤大八

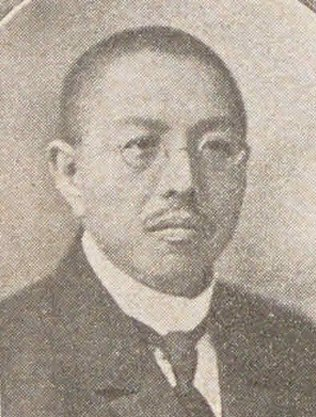
伊藤大八

伊藤 大八（いとう だいはち、1858年12月19日（安政5年11月15日） - 1927年（昭和2年）9月10日）は、日本の政治家・実業家。帝国議会衆議院議員(5期)。

## 経歴
信濃国伊那郡、のちの長野県下伊那郡上殿岡村（伊賀良村を経て現在の飯田市上殿岡）出身。上京し中江兆民の仏学塾で学び陸軍幼年学校の通訳などを経験した後、1890年（明治23年）の第1回衆議院議員総選挙で初当選。自由党→憲政党→政友会と籍を置きつつ通算5期衆院議員を務め、この間逓信省鉄道局長（1898年／明治31年）・政友会幹事長（1910年／明治43年）を歴任。1913年（大正2年）に政友会総裁の原敬の意向によって南満州鉄道株式会社（満鉄）の副総裁に就任するも、創設以来行なわれていた合議制を廃止しようとして犬塚信太郎理事らの激しい抵抗を受け、野村龍太郎総裁・犬塚理事ともども罷免に追い込まれた。また江ノ島電気鉄道の創立にも関わっている。

## 大八廻り
1894年（明治27年）、中央本線誘致に木曽谷と伊那谷で熾烈な誘致運動が起されたが、結局、木曽谷経由に決定された。その後鉄道局長に就任した伊藤はせめて伊那谷の一部にだけでも駅を誘致するべく奔走し、塩尻峠経由ではなく上伊那の辰野経由に変更することに成功したといわれている。地元では伊藤の功績を称えて、同線の旧線（辰野支線）を別名で「大八廻り」と呼ぶこともあり、一方では我田引鉄の典型として挙げられることも多い。
しかし塩尻峠経由であれば峠頂上のトンネルと前後の急勾配・急曲線が不可欠で、予算や工期、それに建設当時の蒸気機関車の性能・運用面を考慮すれば難しく、天竜川沿いから辰野へと迂回し、善知鳥峠を通らざるを得なかったと言う見方もある。参考までに言えば、総延長4,656 mの中央本線笹子トンネルが貫通したのは1902年（明治35年）、総延長9,702 mの上越線清水トンネルが貫通したのは1931年（昭和6年）であり、現在の塩嶺トンネルのような延長約6 kmのトンネル掘削は明治中期の土木技術を考慮すれば困難なものであったと考えられる。
結局、1983年（昭和58年）の塩嶺トンネル（総延長5,994 m）開通に伴い辰野経由の中央本線（支線。地元では辰野駅 - 塩尻駅間を辰野線と呼ぶ）はローカル線化したが、辰野駅が開設された事で伊那電気鉄道（現在の飯田線）なども建設された。
中央線誘致の功績を称え、辰野町の下辰野公園に1928年（昭和3年）に胸像が建てられた。